# Alphonse Gemuseus

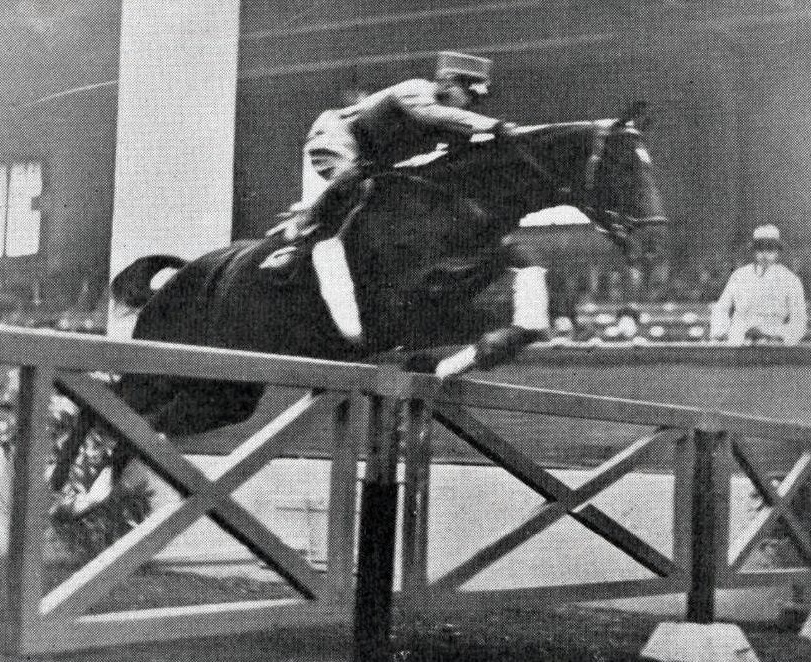
Alphonse Gemuseus mit Galantin (1927)

Alphonse Gemuseus (* 8. Mai 1898 in Basel; † 28. Januar 1981 ebenda) war ein Schweizer Springreiter. Er war Oberleutnant, später wurde der promovierte Jurist Direktor einer Ziegelei. Sein Erfolgspferd Lucette hatte die Schweizer Armee im Jahr 1922 für 48 Pfund aus Irland angekauft. 
Bei den Olympischen Spielen 1924 in Paris errang er auf seinem Pferd Lucette mit nur sechs Fehlerpunkten die Goldmedaille im Einzelwettbewerb und die Silbermedaille mit der Schweizer Mannschaft. Auf dem Wenkenhof in Riehen trainierte er zuvor mit der Schweizer Mannschaft auf einer mit Kies bedeckten Sprunganlage, um sich auf den Untergrund im Stade de Colombes vorzubereiten.
Vier Jahre später erreichte er an den Olympischen Spielen 1928 in Amsterdam sowohl mit der Equipe als auch im Einzel-Wettbewerb den 8. Rang.
Im Alter war er aufgrund einer schweren Lähmung auf einen Rollstuhl angewiesen. Nach einem Schlaganfall konnte er zudem nicht mehr sprechen.

## Weitere Erfolge
- Parcours de Chasse beim CHI Genf von 1927, mit Lucette[3].
- Nationenpreis beim CHI Genf von 1927 (mit Thommen auf Pepita und Muralt auf Notas).
- Prix d’Ouverture beim CHI Genf von 1927 (auf Lucette)[4].
- Prix de la Cavalerie française, 1929 in Nizza[5].